# Talara ignibasis
Talara ignibasis là một loài bướm đêm thuộc phân họ Arctiinae, họ Erebidae.